# Agrodiaetus tankeri
Agrodiaetus tankeri är en fjärilsart som beskrevs av De Lesse 1960. Agrodiaetus tankeri ingår i släktet Agrodiaetus och familjen juvelvingar. Inga underarter finns listade i Catalogue of Life.